# Enanatum I.
Enanatum I. (um 2460 v. Chr.) war ein frühdynastischer König von Lagaš und Bruder von Eanatum. Von ihm sind bei Ausgrabungen mehrere Votivgaben gefunden worden, die seine Bautätigkeit an Tempeln belegen. Unter seiner Herrschaft kam es zu einer Revolte durch Urlumma, den König von Umma, der sich gegen die in der Geierstele von Eanatum festgesetzten Friedensbedingungen auflehnte und Lagaš erfolgreich angriff.
| Vorgänger | Amt                             | Nachfolger |
| --------- | ------------------------------- | ---------- |
| Eanatum   | König von Lagaš um 2460 v. Chr. | En-metena  |